# Софі Фергюсон
Софі Фергюсон (англ. Sophie Ferguson; нар. 19 березня 1986) — колишня австралійська тенісистка.
Найвищу одиночну позицію світового рейтингу — 109 місце досягла 19 липня 2010, парну — 148 місце — 8 жовтня 2007 року.
Здобула 3 одиночні та 6 парних титулів туру ITF.
Найвищим досягненням на турнірах Великого шолома було 2 коло в одиночному розряді.
Завершила кар'єру 2012 року.

## Фінали ITF
| турніри $100,000 |
| турніри $75,000  |
| турніри $50,000  |
| турніри $25,000  |
| турніри $10,000  |

### Одиночний розряд (3–9)
| Результат | Ранг | Дата            | Турнір                  | Покриття | Суперниця       | Рахунок       |
| --------- | ---- | --------------- | ----------------------- | -------- | --------------- | ------------- |
| Поразка   | 1.   | 16 травня 2004  | Каруїдзава, Японія      | Килим    | Вінне Пракуся   | 3–6, 2–6      |
| Поразка   | 2.   | 19 лютого 2006  | Сідней, Австралія       | Тверде   | Ярміла Вулф     | 4–6, 6–3, 6–7 |
| Поразка   | 3.   | 26 березня 2006 | Мельбурн, Австралія     | Ґрунт    | Латіша Чжань    | 3–6, 6–7      |
| Перемога  | 1.   | 5 серпня 2007   | Обіхіро, Японія         | Килим    | Моріта Аюмі     | 6–4, 6–3      |
| Перемога  | 2.   | 13 вересня 2007 | Токіо, Японія           | Тверде   | Чжао Ї-Цзін     | 6–2, 6–4      |
| Поразка   | 4.   | 14 жовтня 2007  | Рокгемптон, Австралія   | Тверде   | Марина Еракович | 6–7, 5–7      |
| Поразка   | 5.   | 21 жовтня 2007  | Джимпі, Австралія       | Тверде   | Марина Еракович | 6–4, 4–6, 6–7 |
| Поразка   | 6.   | 29 березня 2009 | Гаммонд (Луїзіана), США | Тверде   | Крісті Ан       | 6–0, 4–6, 4–6 |
| Поразка   | 7.   | 27 червня 2009  | Періге, Франція         | Ґрунт    | Юлія Вакуленко  | 2–6, 5–7      |
| Перемога  | 3.   | 16 серпня 2009  | Цюаньчжоу, КНР          | Тверде   | Чжань Юнжань    | 6–3, 6–1      |
| Поразка   | 8.   | 21 березня 2010 | Форт-Волтон-Біч, США    | Тверде   | Шанелль Схеперс | 5–7, 5–7      |
| Поразка   | 9.   | 10 липня 2010   | Біарриц, Франція        | Ґрунт    | Юлія Гергес     | 2–6, 2–6      |

### Парний розряд (6–7)
| Результат | Ранг | Дата              | Турнір                       | Покриття | Партнерка            | Суперниці                           | Рахунок          |
| --------- | ---- | ----------------- | ---------------------------- | -------- | -------------------- | ----------------------------------- | ---------------- |
| Поразка   | 1.   | 14 серпня 2005    | Усі, КНР                     | Тверде   | Кейсі Деллаква       | Чон Мі Ра Вінне Пракуся             | 2–6, 6–7(6–8)    |
| Поразка   | 2.   | 12 листопада 2006 | Маунт-Гамбір, Австралія      | Тверде   | Даніелла Домініковіч | Наталі Грандін Крістіна Вілер       | 4–6, 6–4, 4–6    |
| Поразка   | 3.   | 20 квітня 2007    | Барі, Італія                 | Ґрунт    | Катаріна Кахлікова   | Вероніка Капшай Марія Коритцева     | 5–7, 2–6         |
| Перемога  | 1.   | 19 червня 2007    | Ното (муніципалітет), Японія | Килим    | Енн Єлсі             | Хамамура Нацумі Танака Марі         | 7–6(10–8), 6–1   |
| Поразка   | 4.   | 16 листопада 2007 | Нуріоотпа, Австралія         | Тверде   | Труді Мусгрейв       | Наталі Грандін Робін Стівенсон      | 4–6, 5–7         |
| Поразка   | 5.   | 23 травня 2007    | Маунт-Гамбір, Австралія      | Тверде   | Труді Мусгрейв       | Антонія Матіч Моніка Нікулеску      | 7–5, 3–6, [8–10] |
| Поразка   | 6.   | 16 травня 2008    | Казерта, Італія              | Ґрунт    | Крістіна Вілер       | Хань Сіньюнь Сюй Їфань              | 6–4, 4–6, [8–10] |
| Перемога  | 2.   | 3 травня 2009     | Префектура Ґіфу, Японія      | Килим    | Накамура Айко        | Дой Місакі Нара Курумі              | 6–2, 6–1         |
| Перемога  | 3.   | 6 червня 2009     | Брно, Чехія                  | Ґрунт    | Труді Мусгрейв       | Karin Morgosova Романа Табак        | 6–4, 6–1         |
| Поразка   | 7.   | 5 березня 2010    | Сідней, Австралія            | Тверде   | Труді Мусгрейв       | Кейсі Деллаква Джессіка Мор         | w/o              |
| Перемога  | 4.   | 25 червня 2010    | Рим, Італія                  | Ґрунт    | Труді Мусгрейв       | Клаудія Джовіне Валентіна Сульпіціо | 6–0, 6–3         |
| Перемога  | 5.   | 9 травня 2011     | Реджо-нель-Емілія, Італія    | Ґрунт    | Саллі Пірс           | Клаудія Джовіне Марія Ірігоєн       | 6–4, 6–1         |
| Перемога  | 6.   | 30 травня 2011    | Рим, Італія                  | Ґрунт    | Саллі Пірс           | Магда Лінетт Ліана Унгур            | w/o              |